# Rochedale South
Rochedale South är en del av en befolkad plats i Australien. Den ligger i kommunen Logan och delstaten Queensland, omkring 17 kilometer sydost om delstatshuvudstaden Brisbane.
Runt Rochedale South är det mycket tätbefolkat, med 1 018 invånare per kvadratkilometer.. Närmaste större samhälle är Brisbane, omkring 17 kilometer nordväst om Rochedale South.
Runt Rochedale South är det i huvudsak tätbebyggt. Genomsnittlig årsnederbörd är 1 424 millimeter. Den regnigaste månaden är januari, med i genomsnitt 275 mm nederbörd, och den torraste är oktober, med 21 mm nederbörd.